# 1949年臺灣
|        | 臺灣歷史 \| 台灣歷史年表 |
| 世纪： | 19世纪臺灣 \| 20世纪臺灣 \| 21世纪臺灣 |
| 年代： | 1910年代臺灣 \| 1920年代臺灣 \| 1930年代臺灣 \| 1940年代臺灣 \| 1950年代臺灣 \| 1960年代臺灣 \| 1970年代臺灣                                           |
| 年份： | 1944年臺灣 \| 1945年臺灣 \| 1946年臺灣 \| 1947年臺灣 \| 1948年臺灣 \| 1949年臺灣 \| 1950年臺灣 \| 1951年臺灣 \| 1952年臺灣 \| 1953年臺灣 \| 1954年臺灣 |
| 纪年： | 己丑年（牛年）、中華民國38年 |

1949年臺灣進行幣制改革，開始發行新臺幣。此外中華民國中央政府也在這一年遷臺，使得自二戰結束後相隔四年，臺灣再度與中國大陸分離，並延續至今，造成臺灣問題。

## 政府

### 省政府主席

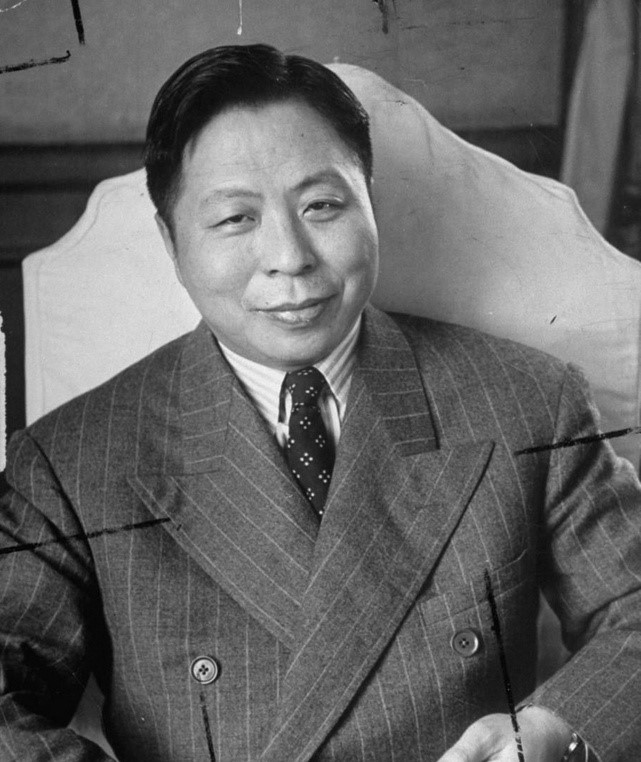
臺灣省政府主席：吳國楨

### 成員變動

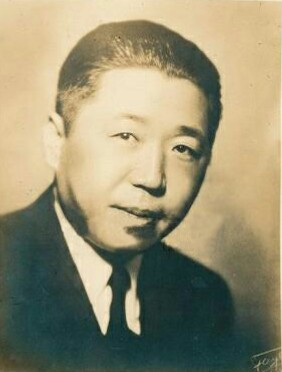
臺灣省政府主席：魏道明
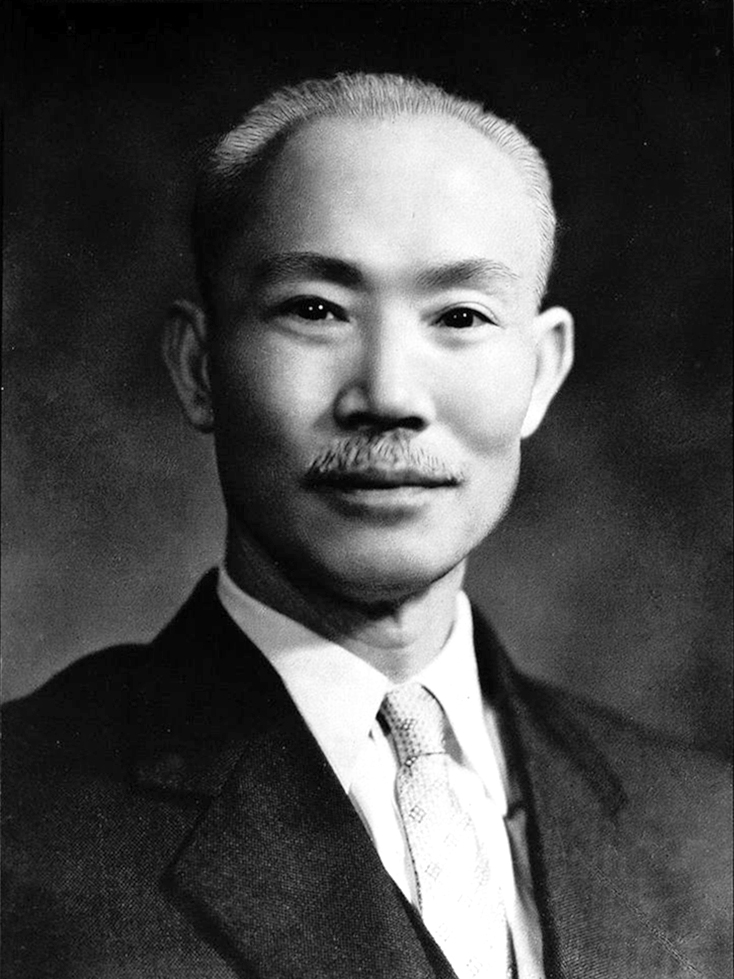
臺灣省政府主席：陳誠（辭職）

## 大事記
- 台灣防衛司令部具有紀律，城中每天都槍斃搶劫者，人口湧入並未引發重大衛生問題[1]:529。
- 蔣介石認為解放軍需要準備1年以攻台，蔣加強軍事訓練，並努力消除國軍各種長期存在弊端；蔣集中管制一切軍隊財務，杜絕貪污和「吃空缺」[1]:528。
- 夏，台灣省政府派遣2,000多本省人擔任中低階公務員；鄉鎮和縣市長選舉已落實，但只有國民黨員和無黨派者可參選，地方自治法規到位[1]:538。

### 1月
- 1月1日——蔣介石以總統明令發表陳誠就任臺灣省政府主席[2]:8766。
- 1月5日——陳誠就任臺灣省政府主席[3]:512，接任視事[2]:8766。
- 1月6日——臺灣省政府頒布「臺灣省取締非軍人穿軍服辦法」（3月1日，開始取締）[3]:512。
- 1月7日——在臺灣訓練之国军新军增援華北。
- 1月11日——蔣電示陳誠治臺方針[3]:512。
- 1月12日——蔣告誡陳誠，「臺灣法律地位與主權在對日和會未成以前，不過為我國一託管地之性質，何能明言作剿共最後之堡壘與民族復興之根據地，豈不令中外稍有常識者之輕笑其太狂囈乎。」[4]
- 1月18日——陳誠兼臺灣省警備總司令，彭孟緝為副總司令；國立臺灣大學校長傅斯年扺臺就任[3]:513。
- 1月19日——鑒於南京政府一部份遷往臺灣，美國向中國國民黨警告，在對日和約簽訂之前，美國根據開羅協定，盟軍總部對臺仍負有任務，故南京可遷都廣州，不能遷都臺灣[5]。
- 1月21日——蔣介石發表「引退」文告，宣稱：鑒於「戰事仍然未止，和平之目的不能達到，人民之塗炭曷其有極，因決定身先引退，以冀弭戰銷兵，解人民倒懸於萬一」；宣佈「於本月二十一日起，由李副總統代行總統職權」[2]:8786。
- 1月22日——蔣介石如果到臺灣，逃避中共報復或在臺設立流亡政府，那麼他將在一個非正式屬於中國之領土上進行活動；根據1943年之開羅宣言，中國對於臺灣僅有實際管轄權，而真正合法主權，有待對日和約簽訂之後[6]。
- 1月27日——中聯企業公司「太平號」客輪於下午4時18分由上海駛往臺灣，於當晚11時駛抵舟山群島時，在迷霧中與自基隆駛來之貨「建源號」相撞，兩輪同告沉沒，乘客大部分罹難，獲救者僅26人[2]:8789。
- 臺灣鐵路管理局最後一次對台鐵蒸汽機車更動編號。臺鐵蒸汽機車編號至此完全固定，不再更動。

### 2月
- 2月1日——上海市長吳國楨密電台灣省政府主席陳誠，提出對存上海物資予以緊急處理，凡為台方所需要者，應趕速運往[2]:8801。
- 2月4日——陳誠宣布臺灣實施「三七五減租」[3]:514。
- 2月6日——美國經濟合作總署中國分署署長萊普漢發表書面談話，主張擴充台灣省肥料及電力生產[2]:8806。

### 3月
- 國軍評估臺灣各要塞管制範圍，因應需求不再擴大開放範圍。
- 台灣大甲、嘉義等地流行天花[3]:516。
- 3月1日――是日至3月7日，台灣召開1949年度全省行政會議；陳誠在會上宣布：在政治方面，推行地方自治，健全組織，提高行政效率，確立人事制度，推行土地改革政策；在經濟方面，要增加生產，穩定物價，實行三七五減租；在文化方面，要奠立實施計劃教育之基礎，建設三民主義之新文化[2]:8831-8832。臺灣省實施限制入境辦法[3]:515。
- 3月5日――台灣省參議會駐會委員會決議，請省府轉請中央援照新疆省例，准台省提前於半年內實行民選縣、市長制度，以及於三個月內改選民意機構[2]:8836。
- 3月12日——台北《中央日報》創刊[3]:516。
- 3月14日——行政院授權陳誠節制撤退至台灣之各級軍公機關[3]:516。
- 3月22日——美國贈驅逐艦兩艘抵臺[3]:516。
- 3月29日——李幫助成為臺灣首位女牧師[7]。
- 3月31日——梅蘭芳至台北公演京劇[3]:516。

### 4月
- 4月6日——四六事件。台灣省政府主席陳誠以台灣省立師範學院、國立台灣大學學生張貼進步標語、提出合理要求，認為是受「共黨職業學生」煽動，是「中共潛伏台灣的匪諜分子一種有計劃的行動」，下令師院立即停課整頓，並指示「要在不流血的原則下，清除匪諜，安定學校」，並於是日調軍警包圍師院及台大兩校，逮捕學生20餘人和兩名記者，對未捕之學生一律重新登記，進行甄審；並將師範學院代院長謝東閔免職[2]:8866。
- 4月17日——臺灣省三七五減租推行督導委員會成立[3]:517。
- 4月18日——臺灣呂泉生作〈杯底不可飼金魚〉，本日發表[3]:517。
- 4月30日——陳誠談話，以臺灣為基地，徐圖復興大業[3]:518。

### 5月
- 5月1日——美國駐廣州公使克拉克報告美國國務院他4月30日在桂林與李宗仁長談4個小時，相信李是真正決心與蔣攤牌，並自認有希望成功；李說蔣想復出掌權，但蔣覺得除非蔣到政府所在地廣州，否則蔣不能復職，而蔣不能到廣州，除非李也在廣州；李提到蔣在考慮退休時，曾想住在臺灣，當時省主席陳誠曾把此項可能性向美國總領事提起，美國總領事非正式提到臺灣的法律地位要等到對日和約簽字才決定；據李說，美國總領事之評論轉報給蔣，蔣才認定不能退休到一個中國主權可能被質疑之地方，因此才決定去奉化[8]:135-137。陳誠兼任臺灣黨部主任委員[3]:518。臺灣進行戶口總檢查，自是日零時開始，午時結束，陳誠稱此舉「在於分別良莠，使奸犯無法逃匿」[2]:8900。
- 5月18日——湯恩伯經手從國庫第四批運往臺灣黃金20萬兩[2]:8919。
- 5月20日——臺灣宣布戒嚴，基隆、高雄兩港實施宵禁[3]:518。台灣警備總司令部宣布全省戒嚴，戒嚴區域劃為台北市、北部、南部、東部、澎湖五戒嚴區；規定基隆、高雄兩市實行宵禁；並頒布「罷市擾亂秩序者殺」等十條禁令[2]:8922。38年又2個月的“白色恐怖”時期開始。
- 5月25日——美國國務院機密檔案紀錄：美國駐英國大使向美國國務卿回報英國朝野對於臺灣問題的反應，當中提到英國外交部官員埃斯勒·德寧表示：「萬一有中國亡命政府或中國流亡政府被設在臺灣——其目前還不是中國的合法領土——英國政府很可能就在淡水設立一間領事館作為英國在中國的大使館辦公室。」並提到德寧認為：「任何設在臺灣的中國政府都會處於一個非常模糊不清的處境，並且會給世界各國的政府以及尤其是聯合國帶來難題。」[9]蔣介石由馬公島到臺灣高雄[2]:8927。
- 5月27日——解放軍完全占有上海，國軍自吳淞撤往臺灣[3]:518。蔣自高雄到臺南，會見前來調解蔣、李矛盾之右任；蔣對李宗仁來函不滿意，仍不願意和解，晤談中即以「不再聞問政治」𢾾衍[2]:8928。
- 陸軍訓練司令部開始規劃「臺灣防守計畫」。
- 海軍第一軍區司令部由上海移駐定海，第二軍區司令部由青島移駐榆林，第三軍區司令部由左營移駐基隆。

### 6月
- 6月1日——臺灣省政府宣佈經濟獨立，設立臺灣區生產事業管理委員會，統一管理全省生產，由陳誠兼任主任委員；省府同日又宣布設中央在臺物資處理委員會，主任委員一職亦由陳誠兼任[2]:8932。
- 6月2日——臺灣省美援委員會成立[3]:519。
- 6月4日——閻錫山6月3日在台北發表談話，謂渠所主持之新內閣係「作戰內閣」，決與共產黨鬥爭到底；是日，閻錫山在高雄與蔣介石晤商內閣人選及施政方針[2]:8933-8934。
- 6月6日——英文中國日報《China News》在臺北市創刊[3]:519；蔣介石在黎玉璽司令陪同下乘「永興」艦由高雄海關碼頭出港，沿海岸至左營軍港及海軍總司令部視察；蔣向黎等鼓勵説：「共產黨是決不會成功，但我們本身能否成功，要看我們自己的做法。」[2]:8935
- 6月9日——美國外交部遠東司和聯合國司聯合提出計劃由聯合國托管台灣，主張美國立即爭取盡可能多之聯合國成員國，特別是英國支持，然後在聯合國特別會議上提出由聯合國在台灣舉行公民投票，以達到由聯合國托管台灣，實現台灣獨立之目的；並由美國單方面宣布廢除《開羅宣言》關於台灣歸還中國之規定[2]:8937。
- 6月11日——「臺灣省通志館」改為「臺灣省文獻委員會」（7月1日，正式成立。）[3]:519。
- 6月15日——臺灣省政府正式頒布〈臺灣省幣制改革方案〉、〈新臺幣發行辦法〉及〈新臺幣發行準備監理委員會組織規程〉；台灣省政府宣稱此次新臺幣發行，有中央銀行存台之80萬兩黃金作準備金，有美鈔1,000萬元作為台灣省對外貿易之基金[2]:8942。進行幣制改革，開始發行新臺幣取代舊臺幣[10][11]:60-64。臺灣實施幣制改革，舊臺幣4萬元換新臺幣1元，新臺幣對美元為5：1[3]:519。限於本年12月31日前兌換[12]。此外，台灣省政府為維持新台幣幣值，宣布割斷台幣與中國大陸上金圓券之一切聯繫[2]:8942。
- 6月16日——臺灣停止金圓券兑換[3]:519。
- 6月18日——蔣經國於日記中記載蔣介石說：「英、美恐我不能固守臺灣，為共軍奪取而入於俄國勢力範圍，使其南太平洋海島防線發生缺口，亟謀由我交還美國管理……」。
- 6月20日——蔣中正接駐日代表團電，謂「盟總對於臺灣軍事頗為顧慮，並有將臺灣由我移交盟國或聯合國暫管之擬議」[13][14][15]，即電復令與麥克阿瑟詳談，鄭重申説政府立場[3]:519。
- 6月23日——國立編譯館從廣州遷移到臺灣[3]:519。
- 6月24日——蔣中正到臺北，出席東南區軍事會議；與吳敬恆長談，決設總裁辦公室，即駐草山[3]:519。
- 6月26日——海軍總司令桂永清由廣州飛臺，先與台灣空軍策劃共同執行封鎖港口事宜，後見蔣，報告執行封鎖工作經過[2]:8953。

### 7月
- 7月1日——臺灣省文獻委員會正式成立[3]:519-520。
- 7月5日——臺灣與日本間互通電報開放[3]:520。
- 7月9日——蔣中正飛扺福州，與福建省政府主席朱紹良商討福建軍政問題，旋飛回臺北[2]:8964。為了防共，臺灣省級公務員開始實施連坐保證制度[3]:520。
- 7月11日——世界紅十字會臺灣分會成立[3]:520。
- 7月13日——發生澎湖七一三事件。行政院設立舟山防衛司令部，任石覺為司令官[2]:8967。
- 7月15日——臺東火燒島改稱綠島[3]:520。
- 7月18日——行政院決定設立東南軍政長官公署，特派陳誠為長官[3]:520。
- 7月24日——蔣中正自廈門抵臺北，決定成立革命實踐研究院[3]:520。
- 7月30日——李宗仁連日與蔣中正長談，本日離臺北回廣州[3]:520。

### 8月
- 8月1日——中國國民黨總裁辦公室在臺北草山（今陽明山）正式成立[3]:521。
- 8月6日——臺灣與海南島國軍增援廣州。
- 8月13日——吳鐵城在東京晤麥克阿瑟（8月6日，吳鐵城在東京談話，拒絕臺灣託管）[3]:521。
- 8月15日——東南軍政長官公署於臺灣成立，廢警備總司令部[3]:520。臺灣實施「三七五減租」完成[3]:521。
- 8月17日——國軍撤出福州[3]:521。湯恩伯繼任福建省政府主席。
- 8月19日——中華民國海軍開始點編[3]:521。
- 8月23日——高雄港「眾利」輪爆炸，延燒岸上物資（糖2萬4,000噸），死傷約300人左右[3]:521。衆利輪靠泊十號碼頭裝卸作業時爆炸，傷亡人數已查出計死8人，傷322人[16]。
- 8月30日——東南軍政長官公署派孫立人為臺灣防衛司令[3]:521。

### 9月
- 9月1日—— 成立臺灣保安司令部，彭孟緝為保安同令；設立臺灣省防衛司令部，孫立人為防衛司令[2]:9000。
- 9月2日——李宗仁明令通緝毛澤東、朱德、周恩來等19人[3]:521。
- 9月14日——行政院決議通緝黃紹竑、龍雲、賀耀組等54人[3]:522。
- 9月24日——英國外交部發言人在記者招待會上表示，根據《開羅宣言》，臺灣、澎湖列島已移交中國[2]:9017。

### 10月
- 10月3日——蔣介石乘機飛抵臺北[17]:251。
- 10月7日——蔣介石乘船抵達廈門，部署福建廈門軍事[17]:252。
- 10月11日——蔣介石飛往定海[17]:255。
- 10月14日——蔣介石飛抵臺北[17]:256。
- 10月17日——解放军部队自福州南下，國軍3時開始撤退，廈門失陷。國軍自動放棄廈門，集中兵力固守金門[18]:173。國府宣布封鎖珠江口，海軍以第四巡防艇隊改編為南山衛巡防處，專責封鎖。
- 10月23日——國防部擬定「國軍作戰計畫大綱」。
- 10月25日——古寧頭戰役，解放軍登陸金門，與國軍激戰[3]:522。解放軍大舉進攻金門，利用人海戰術，自古寧頭登陸，遭國軍圍攻，解放軍悉數殲滅或俘虜[18]:173。「中、韓貿易協定」簽字；臺灣舉行全省運動會[3]:522-523。
- 10月26日——金門古寧頭保衛戰初捷，宣称殲滅解放军2萬餘人[3]:523。
- 10月27日——臺灣保安司令部決定4項措施：一、強化入境檢查；二、嚴禁放火、破壞；三、肅清匪諜；四、切斷與中共區的電信往來[3]:523。
- 10月29日——國防部擬定「國軍作戰計畫大綱」。 
  - 海軍陸戰隊第一、二師縮編為陸戰隊司令部及陸戰第一、第二旅。
  - 撤銷海軍登陸艦隊司令部，改編為海軍訓練艦隊司令部，駐左營。
- 10月30日——指揮金門三軍作戰之湯恩伯到臺北，金門防務由胡璉負責[3]:523。

### 11月
- 11月3日——解放軍陳毅部自舟山群島之桃花島進攻登步島，強行登陸[3]:523。臺灣駐軍第五十二軍前往定海增防。
- 11月4日——臺灣省防衛司令部公布，通匪或隱匿匪諜不報者，造謠惑眾、煽動軍心者，破壞交通與電訊者，皆處死刑[3]:523。
- 11月6日——舟山群島登步島國軍大捷，殲滅解放軍5,000餘人，俘共2,000餘人[3]:523。
- 11月9日——中國、中央兩航空公司負責人率机12架投向中国共产党，各線空運中斷[3]:523。
- 11月12日——香港政府限制臺灣、瓊州旅客入境[3]:523。
- 11月13日——外交部長葉公超、交通部長端木傑到香港，與香港政府交涉處理中國及中央兩航空公司事件[3]:523。
- 11月16日——香港政府應中華民國政府之請，凍結中國及中央航空公司飛機[3]:523。
- 11月17日——外交部裁撤駐漢城總領事館；美國宣布關閉重慶領事館[3]:523。
- 11月18日——美國參議員諾蘭經日本到臺灣（11月17日，參觀臺灣陸空軍。11月25日，飛抵重慶。）[3]:523。
- 11月19日——東南軍政長官公署提出「臺灣保衛軍事實施方案」。
- 11月25日——聯合國大會開始討論中國控訴蘇聯案[3]:523。
- 11月29日——行政院遷至成都辦公[3]:523。
- 11月30日——重慶、南寧陷入解放军之手[3]:523。

### 12月
- 冬，蔣介石到革命實踐研究院講課，討論國民黨為何失敗；蔣認為首要原因「軍事監察制度」無能；通敵、叛國者層出不窮；其次是下野後所託非人及資深黨員內鬥自肥；因此蔣辭退很多文官武將並招募青年黨員[1]:541-542。陳誠批評蔣[1]:543，但蔣仍拔擢他為行政院長[1]:545。
- 12月2日——行政院決議臺灣省政府委員增加為23人（原為15人）[3]:523。
- 12月6日——周恩來通知英方，如不交出中國及中央兩航空公司飛機，將以在華之英人資產作為抵押[3]:523。
- 12月7日——中華民國發布總統令，从四川成都遷設臺灣：「政府遷設台北並在西昌設大本營統率陸海空軍在大陸指揮作戰。此令。」[19]:1
- 12月8日——行政院緊急會議，決議遷都臺北，並在西昌設大本營，指揮作戰[3]:523-524。行政院長閻錫山、副院長朱家驊由成都飛抵臺北。
- 12月9日——行政院開始在臺北辦公，並開首次院會[3]:524。
- 12月10日——蔣介石及蔣經國由成都飛抵臺北。
- 12月15日——臺灣省政府改組，吳國楨代陳誠為主席[3]:524。
- 12月16日——台灣省政府委員李翼中、游彌堅、林獻堂、南志信、朱文伯、馬壽華、劉兼善、杜聰明、陳啟清、李連春均予免職；台灣省秘書長浦薛鳳呈請辭職，浦薛鳯准予免職；任命吳國楨為台灣省政府委員兼主席，蔣渭川為委員兼民政廳廳長，任顯群為委員兼財政廳廳長，彭德為委員兼建設廳廳長，陳雪屏為委員兼教育廳廳長，徐慶鐘為委員兼農林廳廳長；任命彭孟緝、李友邦、楊肇嘉、李翼中、游彌堅、朱文伯、劉兼善、杜聰明、陳啟清、李連春、華清吉、林日高、陳尚文、陳天順、陳清汾、顏欽賢、鄒清之為台灣省政府委員；任命浦薛鳳為台灣省政府秘書長；兼台灣省保安司令陳誠呈請辭職，陳誠准免兼職；任命吳國楨兼台灣省保安司令，彭孟緝兼副司令[19]:1。參謀總長顧祝同飛海口，研商西南戰略。基隆港口司令部成立。
- 12月17日——外交部照會各國，“中國關閉港口”，定12月21日起實行布雷[3]:524。所有外輪限12月20日前離開。緬甸承認北京政府（12月18日，外交部宣布與緬甸斷交。）[3]:524。
- 12月19日——行政院院長閻錫山署名發布命令，以雲南省綏靖公署主任兼主席盧漢反復無常，叛國媚匪，擅扣中央大員及重要將領，實屬罪無可逭；着即撤去本兼各職，並通緝歸案究辦，以彰法紀[19]:1。陳納德之民航隊宣布，收購中國、中央兩航空公司資產（12月23日，香港最高法院宣布，拒絕陳納德收購。）[3]:524。
- 12月20日——政府正式請美國予臺灣以軍事經濟援助[3]:524。
- 12月21日——任命李彌為雲南省政府委員兼主席；派余程萬為雲南綏靖公署主任[19]:1。
- 12月22日——東南軍政長官公署政務委員會委員羅卓英呈請辭職，羅卓英准予免職[19]:1；派朱佛定為東南軍政長官公署政務委員會委員[19]:2。
- 12月23日——美國國務院密令，決定放棄援助臺灣[3]:524。
- 12月24日——特派吳鐵城為中華民國慶賀荷蘭王國向印尼聯邦移交主權及印尼共和國獨立典禮特使；派蔣家棟為中華民國慶賀荷蘭王國向印尼聯邦移交主權及印尼共和國獨立典禮副使[19]:2。
- 12月28日——特派薛岳為海南防衛總司令；任命余漢謀為海南特區行政長官公署副長官[19]:2。
- 12月30日——印度承認北京政府，外交部宣布與印度斷交[3]:524。

## 出生
参见： 1949年出生
- 1月1日——但漢章：導演。
- 1月3日——翟翬：新聞主播、主持人、製作人。
- 1月5日——陳雨航：作家。
- 1月10日——侯水盛，政治人物。曾任立法委員。（2018年逝世）
- 1月14日——榮安邱：廚師、投資家，是三二行館創辦人。以投資股票翻身，為「股市四大天王」之一。
- 1月15日——蔡賜爵：企業家，是運佳旅行社創辦人。
- 1月20日——林碧炤，學者、政治人物。曾起草兩國論、曾任總統府秘書長。
- 1月21日——萬沙浪：歌手、演員。
- 1月29日——蔡式淵：政治人物，曾任立法委員、考試委員、新竹市教育局局長。
- 2月1日——
  - 陳博志，經濟學者。總統府資政。
  - 蔡明耀，政治人物。曾任高雄縣議員、議長、縣長。（2013年逝世）
- 2月4日——張通榮，政治人物。曾任基隆市議會議員、議長、市長。
- 2月6日——林德永，1976蒙特婁奧運籃球國手、國家級教練、2012年FIBA國際教練，曾擔任國家男女光華隊教練。曾参加61年度台灣區南北柔道升段賽大專組中量級第一名。
- 2月10日——詹火生：政治人物、社會工作學家，曾任勞工委員會主任委員。
- 2月11日——洪德麟：漫畫家。
- 2月13日——
  - 葉菊蘭，政治人物。曾任立委、代理高雄市長。
  - 邱坤良，作家、舞台劇編導、戲劇學、戲劇史學者。曾任文建會主委。
- 2月16日——
  - 琹涵：作家。
  - 黃少華：企業家，曾任宏碁電腦董事長、元碁公司董事長、台灣固網副董事長。
- 2月26日——劉墉，作家。著有《螢窗小語》。
- 3月2日——彭旭明：化學家。
- 3月3日——林茂松：語言學家，曾任東吳大學外國語文學院院長、台灣大學外文系兼任教授、政治大學英語系兼任副教授、美國新聞與世界報導資深編譯。
- 3月5日——張晉城：政治人物，曾任立法委員。
- 3月15日——李嵩賢：政治人物、政治學家，曾任考選部司長、銓敘部副司長、國家文官培訓所所長。
- 3月19日——王乾發：政治人物，是王乾同之弟，曾任澎湖縣縣長、馬公市市長。
- 3月24日——蔡丁貴：政治人物、社會運動人士、土木工程學家，曾任環境保護署副署長。
- 3月31日——宋光宇：人類學家、考古學家、歷史學家。
- 4月1日——陳志彬：政治人物，曾任立法委員、台灣省議員、南投縣議員。
- 4月5日——李德財：電機工程學家，曾任國立中興大學校長。
- 4月10日——
  - 王財貴：教育家。
  - 劉妙如：幕僚、宗教領袖，是如來宗創始人，曾任劉邦友議員服務處秘書。
- 4月15日——陳忠信：政治人物，曾任立法委員。
- 4月22日——陳郁秀，知名鋼琴家，音樂學者、作家。曾任文建會主委。
- 4月24日——林百里，企業家，為廣達集團創辦人兼總裁。出生於中國上海市。
- 4月30日——蔡辰洋：企業家，是蔡萬春三子，為寒舍集團創辦人。
- 5月11日——盧博基，政治人物。曾任花蓮縣議員、立法委員。
- 5月13日——蔡辰鴻：企業家，是蔡萬春四子，曾任國泰建設常務董事、國泰信託投資董事。
- 5月15日——游日正：政治人物、教師，曾任立法委員、龍潭鄉鄉長。
- 5月19日——黃世傑：政治人物、醫師，曾任台北市衛生局局長、署立台北醫院院長、台大醫院副院長。
- 5月20日——吳清池：政治人物，曾任立法委員、台北縣議員、板橋市（今板橋區）市長。
- 5月23日——張立平：軍事人物，是移民美國的台灣人，曾任維吉尼亞軍校校董、第807部署支援醫療司令部（英语：807th Medical Command (Deployment Support)）司令。
- 6月6日——邱亞才：作家、畫家。
- 6月14日——彭百顯：政治人物、經濟學家，曾任立法委員、南投縣縣長、台灣銀行獨立董事、財政部金融研究小組研究員。
- 6月15日——李翼文：企業家，現任雄獅鉛筆公司董事長。
- 6月23日——李榮鴻：政治人物，曾任台中縣議員。
- 6月26日——阮玉梅：護理師。
- 7月1日——羅肇錦：語言學家。
- 7月3日——谷名倫：演員，是陳麗雲之子。
- 7月6日——
  - 邱憲榮：歌手、吉他手、作曲家，是丘丘合唱團團長。
  - 靖：數學家。
- 7月13日——彭婉如：教師、人權運動人士，是洪萬生之妻，曾任晚晴婦女協會理事長、婦女新知基金會秘書長、衛理女中教師。
- 7月14日——李雙澤，民歌歌手。發起民歌運動。（1977年逝世）
- 7月20日——黃書瑋：政治人物，是黃啟瑞之子，曾任立法委員。
- 7月21日——洪瑞河：企業家，是兄弟大飯店創辦人之一。
- 7月23日——李雅景：政治人物，曾任立法委員、嘉義縣縣長、嘉義縣議員。其中於縣長任內發生八掌溪事件，引起台灣社會震驚。
- 7月25日——陳瑞欽：司機、工程師、公所雇員，因案定讞，現已槍決。
- 8月3日——
  - 夏台鳳：歌手、演員、主持人，是鄒少官之母。
  - 葉言都：作家、講師、教師。
- 8月7日——沈登恩：出版家。
- 8月20日——戴謙：政治人物、畜牧學家，曾任台南市副市長、南科管理局局長、台灣省農林廳副廳長、台灣省畜產試驗所所長、南台科技大學校長、台灣中油公司董事長。
- 8月27日——孫道存：企業家，是孫法民長子，為太平洋電信（今台灣大哥大）創辦人，曾任太平洋線纜公司董事長。
- 8月28日——陳瑞聰：企業家，現任仁寶電腦副董事長。
- 9月1日——張盛和：政治人物，曾任中華民國財政部部長、賦稅署署長、台北國稅局局長。
- 9月2日——吳桐潭：黑道人物。
- 9月4日——李乾龍：政治人物，曾任新北市民政局局長、三重市（今三重區）市長。
- 9月10日——歐陽菲菲：歌手，是歐陽林生之女、歐陽龍之姊。
- 9月15日——蔡長海：醫師，是亞洲大學附屬醫院創辦人，曾任中國醫藥學院副校長、中國醫藥大學附設醫院董事長。
- 9月28日——陳牧雨：畫家。
- 10月1日——蘇起：政治人物，是陳月卿之夫、蘇永欽之兄，曾任立法委員、總統府副秘書長、新聞局局長、大陸委員會主任委員。
- 10月5日——廖偉志：企業家，是廖曉喬與廖鎮漢之父，為微風集團創辦人。
- 10月8日——鄭永金：政治人物，曾任立法委員、新竹縣縣長、新竹縣議會議長。
- 10月9日——金芳蓉：留美數學家，是葛立恆之妻，現任教於加州大學聖地牙哥分校。
- 10月10日——
  - 上官靈鳳：演員。
  - 王冠雄：演員，以出演電影《潮洲大兄》而聞名。1999年，移居美國洛杉磯。
- 10月13日——陳冲，財經人物、政治人物。曾任金管會主委、行政院副院長、行政院院長。
- 10月15日——李大維，外交官。曾任駐美代表、外交部部長、國家安全會議秘書長，現任總統府秘書長。
- 10月21日——許仁圖：作家、編劇、導演、記者、出版家、政治人物，曾任高雄市新聞處處長、高雄市民政局局長、《臺灣時報》記者、河洛圖書出版社發行人，並執導過電影《大賭秀》。
- 10月25日——卓勝利，演員。以《親戚不計較》聞名。（2012年逝世）
- 10月30日——林江義：政治人物，曾任原住民族委員會主任委員。
- 11月1日——李瑞麟：棒球教練。
- 11月4日——黃呂錦茹：政治人物，曾任國民大會代表、台北市民政局局長。
- 11月9日——黃崇仁：企業家，是素珊之夫，為力晶集團創辦人。
- 11月10日——蔡衍榮：企業家，是蔡衍明之兄，現任神旺大飯店董事長。
- 11月12日——沈呂巡：政治人物，是沈祖湜之子、沈葆楨來孫，曾任中華民國外交部政務次長、駐美代表、駐英代表、駐歐兼比代表。
- 11月14日——嚴明：軍事人物。
- 11月17日——張文炳：撞球教練。
- 11月26日——周正志：拳擊運動員。
- 11月29日—— 吳敦，黑道人物、影視工作者。涉及江南案。
- 11月30日——高新武：檢察官。
- 12月1日——
  - 林正峰：政治人物，曾任立法委員、桃園縣議員、龜山鄉（今龜山區）鄉長。
  - 伊永仁：警務人士，是狄志杰之父，曾任警政署副署長、航空警察局局長、新北市警察局局長。
- 12月5日——張保隆：數學家，曾任逢甲大學校長。
- 12月6日——吳茂昆：政治人物、物理學家，曾任中華民國教育部部長、國家科學會委員會主任委員、中央研究院物理研究所所長、國立東華大學校長。
- 12月7日——蔡明鎮：政治人物、勞工運動人士，曾任國家年金改革委員會委員、台灣總工會理事長。
- 12月8日——
  - 蘇紹連，臺灣知名詩人。
  - 邱鏡淳，政治人物。曾任臺灣省議員、立法委員、新竹縣縣長。
- 12月9日——黃逢時：政治人物，是黃海岱五子，曾任立法委員。
- 12月10日——
  - 洪醒夫，鄉土文學作家。著有《黑面慶仔》。（1982年逝世）
  - 孫慶餘：企業家，是永慶房產創辦人。
- 12月15日——
  - 楊碧川，歷史作家、白色恐怖受難者。
  - 心岱：作家、記者。
- 12月22日——吳碧珠：政治人物，曾任台北市議會議長、台北市議員。